# DiEM25
Le Mouvement pour la démocratie en Europe 2025 (en anglais : Democracy in Europe Movement 2025) ou DiEM25 est une alliance politique européenne lancée en 2015 et présenté officiellement en février 2016 par l'ex-ministre des Finances grec Yánis Varoufákis. Ce mouvement vise à réformer les institutions de l'Union européenne afin d'y promouvoir davantage de transparence et de démocratie dans son fonctionnement. Partant du postulat selon lequel « la transparence est l'oxygène de la démocratie », un certain nombre de revendications ont été mises en avant dans une première pétition.
L'organisation mentionne la montée des extrémismes nationalistes en Europe, le Brexit et le Grexit comme des signes avant-coureurs d'une urgence manifeste de réinventer les institutions afin d'éviter une fracture en Europe. L'acronyme DiEM évoque la célèbre locution latine carpe diem. La date de 2025 correspond à la limite temporelle que le mouvement s'est fixé pour réussir à démocratiser l'Europe. En mars 2018, il lance également en Grèce le Front de désobéissance réaliste européen (MeRA25), qui se veut l'aile électorale de DiEM25 en Grèce et obtient 9 sièges de députés au parlement grec. DiEM25 est en partie à l'origine du parti Printemps européen, auquel est rattaché au niveau européen le parti français Génération.s.
DiEM25 a des positions proches de l’altermondialisme, l’écologie sociale, l’écoféminisme ou le post-capitalisme. Il se veut un mouvement transnational et non un parti, contractant de nombreuses alliances à travers l'Europe.

## Historique

### Fondation de DiEM25

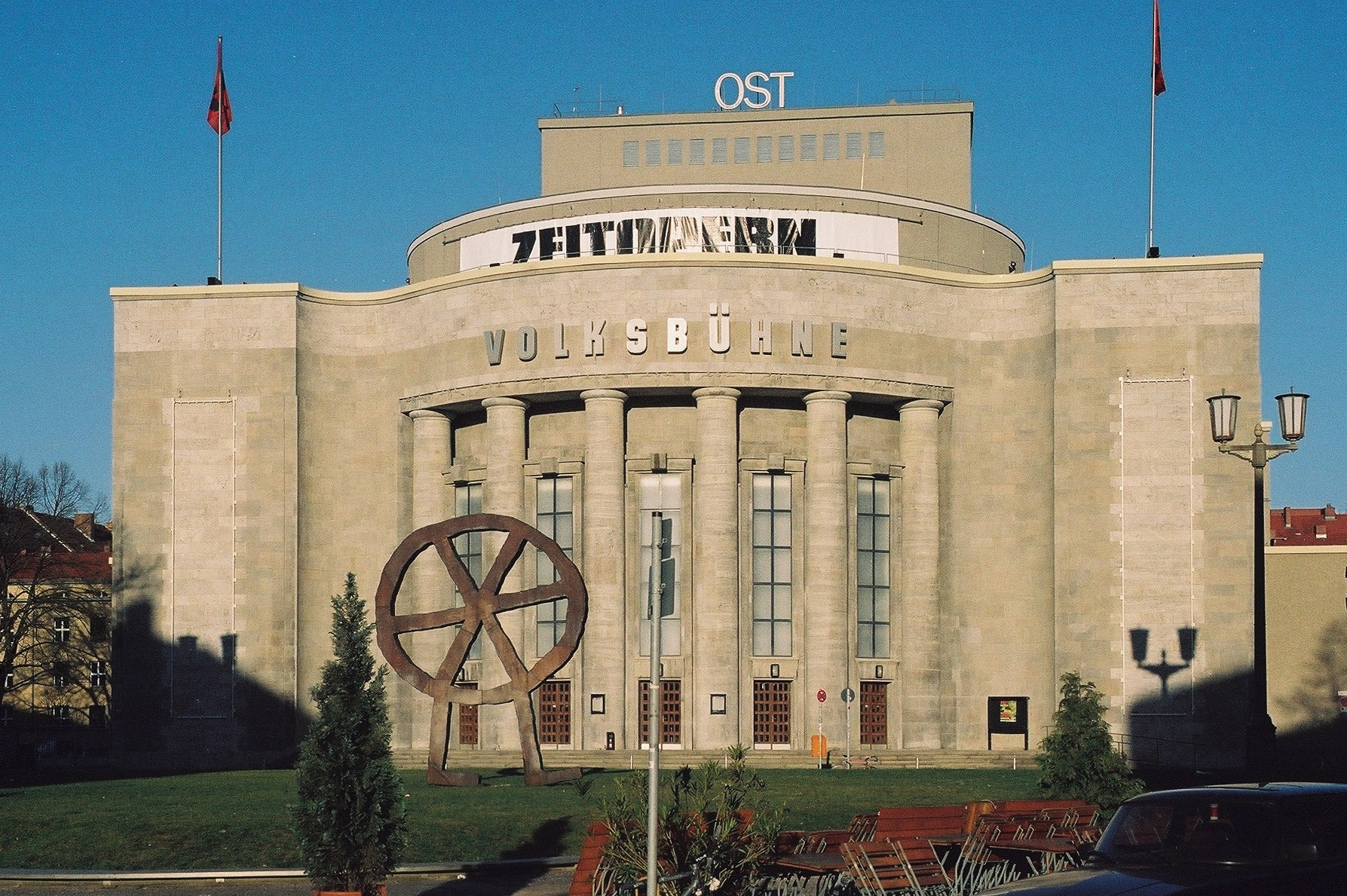
Le théâtre Volksbühne en 2008.

Le mouvement a été officiellement présenté lors d'une cérémonie tenue le 9 février 2016 au théâtre Volksbühne de Berlin. L'idée fondatrice était simple: "démocratiser l'Europe pour empécher sa désintégration" qui aura certainement des conséquences dramatiques si elle devait advenir. C'est avant tout démocratisation de l'Europe, et donc la démocratie qui est au centre de la fondation et du projet de DiEM25, comme l'explique Gilles Raveaud pour Alternatives Économiques, et non la sauvegarde de l'Europe telle qu'elle est actuellement, comme l'ont affirmé Eric Toussaint, Olivier Bonfond et Eva Betavatzi dans un article du CADTM.

## Objectifs
DiEM25 est née dans l'intention d'unir les peuples d'Europe en coordonnant la création d'organisations politiques pan-européennes. Les membres de DiEM25, qui viennent d'Europe et d'ailleurs, considèrent que le système actuel qui consiste à soutenir des partis nationaux dans des alliances fragiles et mouvantes au sein du Parlement Européen est obsolète. Il est donc nécessaire selon DiEM25 de soutenir un parti pan-européen capable de gérer et résoudre les grandes crises économiques, politiques et sociales qui secouent l'Europe de nos jours. L'analyse de DiEM25 relève que ces crises menacent de désintégrer l'Europe et sont similaires à de nombreux égards à la Grande Dépression des années 1930.
DiEM25 cherche à créer une Europe plus démocratique. Ses membres voient l'Union européenne devenir un super-État technocratique gouverné par décret. DiEM25 vise au contraire à faire de l'Europe une union de personnes gouvernées par consentement démocratique à travers une politique de décentralisation, suivant le slogan "L’Europe sera démocratisée, quand son oligarchie sera renversée !" Le mouvement met l'accent sur trois aspects principaux : la solidarité, la transparence, et la démocratie. Ces trois aspects se retrouvent dans les cinq champs d'actions principaux de DiEM25: l'économie, la politique, la culture, l'écologie et la technologie. 
Avec une approche ascendante qui part de sa base, le mouvement vise à réformer les institutions existantes de l'Union européenne pour créer une démocratie délibérative, dans laquelle toutes les électrices et tous les électeurs ont accès aux débats. Le comité consultatif regroupe de nombreuses célébrités internationales qui soutiennent et conseillent le mouvement, telles que la journaliste, essayiste et activiste Naomi Klein, la sociologue américano-néerlandaise Saskia Sassen, Barbara Spinelli, journaliste et écrivaine italienne, la politicienne française Marie-Christine Vergiat, le linguiste et philosophe américain Noam Chomsky, l'économiste américain James K. Galbraith, la politologue et écrivaine britannique Susan George, le musicien britannique Brian Eno, la sénatrice irlandaise Alice-Mary Higgins, le musicien français Jean-Michel Jarre,Gerardo Pisarello Prados, premier adjoint à la mairie de Barcelone, ou encore le philosophe slovène Slavoj Žižek, parmi beaucoup d'autres [pour une liste complète, voire DiEM25's Advisory Panel page sur la version anglaise du site: https://diem25.org/ap/].
DiEM25 soutient la pétition "Transparence en Europe maintenant !", qui demande la diffusion en direct des réunions des principales institutions européennes, une liste complète de tous les lobbyistes de Bruxelles et la publication en format électronique de tous les documents de négociation du PTCI.

## Politique
La démocratisation de l'Europe est la force motrice du mouvement DiEM25, qui s'accorde à dire que l'UE sera soit démocratisée, soit désintégrée. L'objectif ultime est de parvenir à une Europe de la raison, de la liberté, de la tolérance et de l'imagination, le tout rendu possible par une transparence totale, une solidarité réelle et une démocratie authentique. Les priorités de DiEM25 sont les suivantes : 
1. une transparence totale dans la prise de décision (par exemple, la diffusion en direct des réunions du Conseil européen, du Conseil ECOFIN et de l'Eurogroupe, la divulgation complète des documents de négociation commerciale, la publication des procès-verbaux de la BCE)[10]; et
2. le redéploiement immédiat des institutions européennes existantes dans la poursuite de politiques innovantes qui s'attaquent réellement aux crises de la dette, des banques, de l'investissement inadéquat, de la pauvreté croissante et de la migration[11].

## Structure

### Collectif coordinateur
Le Collectif Coordinateur (ou CC) a plusieurs missions dont celle de coordonner les différentes activités ou celle de nommer les sous-coordinateurs. Il est composé de manière paritaire par douze membres (qui ne peuvent pas être simultanément cadre d'un autre parti politique, ministre ou parlementaire encore en fonction) et qui se réunissent une fois par semaine. La moitié des sièges du CC sont renouvelés tous les semestres par un vote électronique de tous les membres du DiEM25.

### Panel consultatif
Le Panel Consultatif (ou PC) est composé de personnes connues appartenant à différents milieux (artistique, politique, universitaire) et reconnus pour leur expertise dans leur domaine. Ils ont pour but de conseiller le DiEM25 sur les diverses décisions à prendre et sont élus conjointement par le Collectif Coordinateur et le Conseil de Validation.

### Conseil de validation
Le Conseil de Validation (ou VC) s'occupe de surveiller la bonne conduite de tous les membres du DiEM25, de prendre des décisions lorsqu'un choix doit être fait dans l'urgence et que le temps manque pour organiser un référendum numérique ainsi que de valider les propositions faites par le Collectif Coordinateur. Il se compose de 100 membres, n'importe qui pouvant présenter sa candidature et la sélection se faisant par tirage au sort. Comme pour le Collectif Coordinateur, la moitié des sièges du VC sont renouvelés tous les semestres.

### DSC
Les DSC ou Collectifs spontanés de DiEM25 sont des groupes autogérés, se réunissant réellement ou en ligne, composés de membres du DiEM25 selon leurs affinités et leur origine (la plupart sont donc des comités municipaux, régionaux ou nationaux).

## Soutiens

### En France
Le 9 janvier 2017, Benoît Hamon, alors candidat du Parti socialiste à l'élection présidentielle française de 2017, a déclaré soutenir le mouvement DiEM25 après une entrevue avec l'ex-ministre grec Yánis Varoufákis. Il soutient en effet l'idée d'une Europe plus progressiste et se montre donc favorable au mouvement politique pan-européen porté par ce-dernier. D'autres personnalités françaises ont aussi apporté leur soutien à DiEM25 comme le philosophe Étienne Balibar ou le compositeur et interprète Jean-Michel Jarre, qui fait d'ailleurs partie du Panel consultatif de DiEM25.
En juin 2017, DiEM25 France met en place une charte pour les élections législatives françaises de 2017 qui sera signée par une cinquantaine de candidats, appartenant principalement à des partis de gauche et de centre-gauche dont Europe Écologie Les Verts (EELV), le Parti communiste français (PCF), Nouvelle Donne, La France insoumise (FI), le Parti socialiste (PS) et le Parti pirate. Parmi les candidats signataires de cette charte, on compte notamment le porte-parole d'EELV Julien Bayou, l'ex-ministre écologiste Cécile Duflot, la femme politique Marine Tondelier, la militante féministe Caroline de Haas et l'ex-ministre socialiste et candidat à la présidence Benoît Hamon.

### En République tchèque
Lors des élections législatives tchèques de 2017, deux personnalités politiques membres à la fois de DiEM25 et du Parti pirate, Mikuláš Peksa et Ondřej Profant, ont été élues au Parlement tchèque[source insuffisante].

### En Italie
Plusieurs personnalités politiques italiennes ont apporté leurs soutiens au programme proposé par DiEM25. Parmi eux on compte Luigi de Magistris (maire de la ville de Naples et ex-président de la Commission européenne du contrôle budgétaire), Nicola Fratoianni (secrétaire de Gauche italienne) et Giuliano Pisapia (essayiste et ex-maire de la ville de Milan). Ce dernier cependant appuie la liste du Parti démocrate pour les élections européennes de 2019, tandis que se constitue le 13 avril 2019 ÈViva - Primavera Europea sur la base de l’association Per i molti qui succède à Libres et égaux.

### En Allemagne
Similairement à ce qui avait été fait en France, plusieurs candidats aux élections fédérales allemandes de 2017 ont eux aussi signé une charte mise en place par DiEM25. La majorité d'entre-eux appartient aux grands partis de gauche et progressistes allemands : Die Linke, Alliance 90 / Les Verts, Parti des pirates et Parti social-démocrate d'Allemagne.

### En Grèce
À la suite d'un vote des adhérents de DiEM25, il a été décidé de la création d'une « aile électorale » du mouvement DiEM25 en Grèce : le Front de désobéissance réaliste européen (abrégé en MeRA25), dont le lancement a lieu le 26 mars 2018 à Athènes. Celui-ci a pour objectifs et fondements idéologiques l'internationalisme européen, la rationalité économique et l'émancipation sociale (s'opposant à l'austérité économique, au nationalisme et à l'oligarchie).
Celui-ci possède neuf députés élus lors des élections législatives grecques de 2019.

### Dans le monde
DiEM25 est soutenu par l'actrice américano-canadienne Pamela Anderson, qui a participé au meeting du Printemps européen du lundi 25 mars 2019 à Bruxelles.

## Membres et adhérents
Au début du mois de décembre 2016, le Mouvement pour la démocratie en Europe compte plus de 30 000 membres revendiqués. Ces-derniers sont eux-mêmes répartis à travers 125 pays différents. Leur nombre augmente ensuite rapidement en passant à 64 000 adhérents, répartis dans 212 pays, en février 2018.

### Membres célèbres
| Personnalités      | Pays d'origine | Domaine               |
| ------------------ | -------------- | --------------------- |
| Yánis Varoufákis   | Grèce          | Économiste, ministre  |
| Srećko Horvat      | Croatie        | Philosophe            |
| Julian Assange     | Australie      | Cybermilitant         |
| Noam Chomsky       | États-Unis     | Linguiste             |
| Brian Eno          | Royaume-Uni    | Musicien              |
| Benoit Hamon       | France         | Homme politique       |
| Boris Groys        | Allemagne      | Philosophe            |
| John McDonnell     | Royaume-Uni    | Homme politique       |
| James K. Galbraith | États-Unis     | Économiste            |
| Susan George       | États-Unis     | Écrivaine             |
| Naomi Klein        | Canada         | Essayiste             |
| Ken Loach          | Royaume-Uni    | Réalisateur           |
| Toni Negri         | Italie         | Philosophe politique  |
| Saskia Sassen      | Pays-Bas       | Sociologue            |
| Elif Shafak        | Turquie        | Écrivaine             |
| Richard Sennett    | États-Unis     | Sociologue, historien |
| Slavoj Žižek       | Slovénie       | Philosophe            |

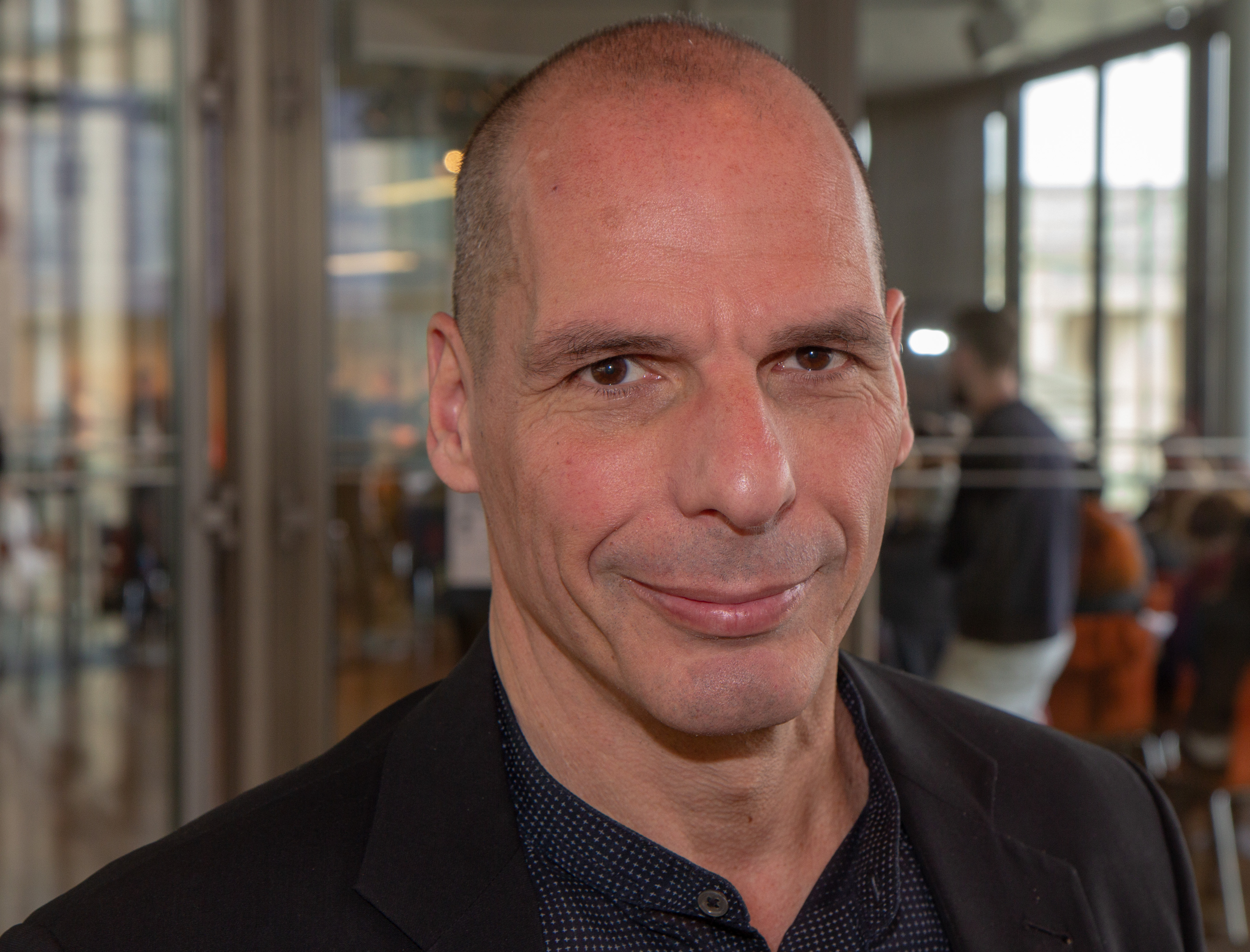
Yánis Varoufákis.
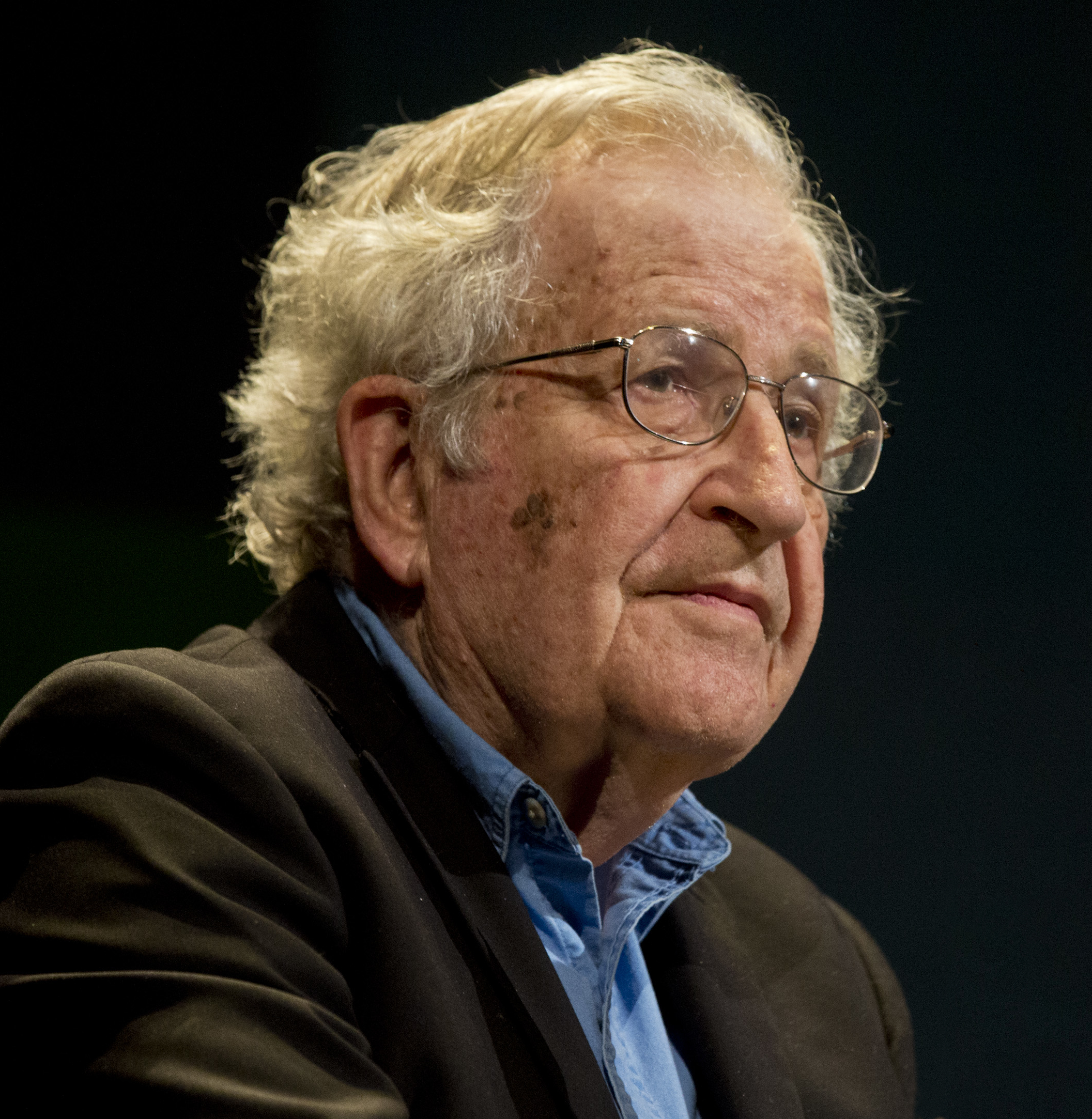
Le linguiste et intellectuel américain Noam Chomsky.
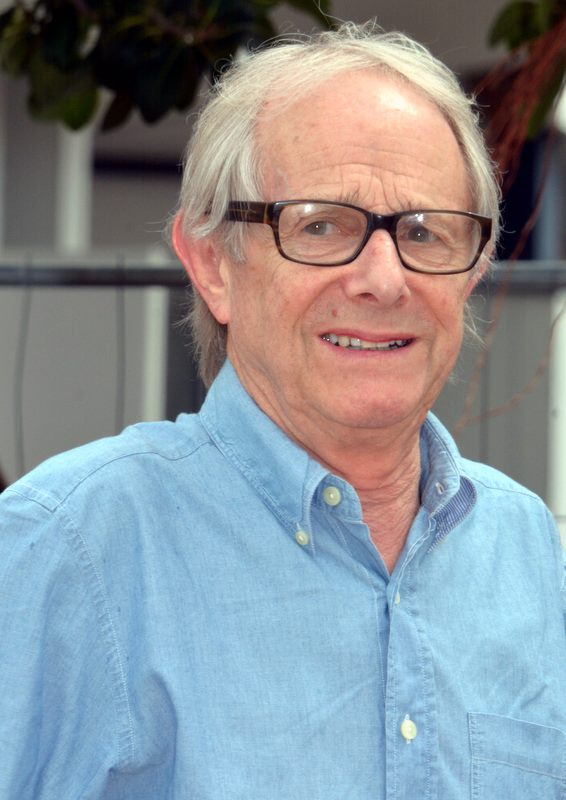
Le réalisateur britannique Ken Loach.
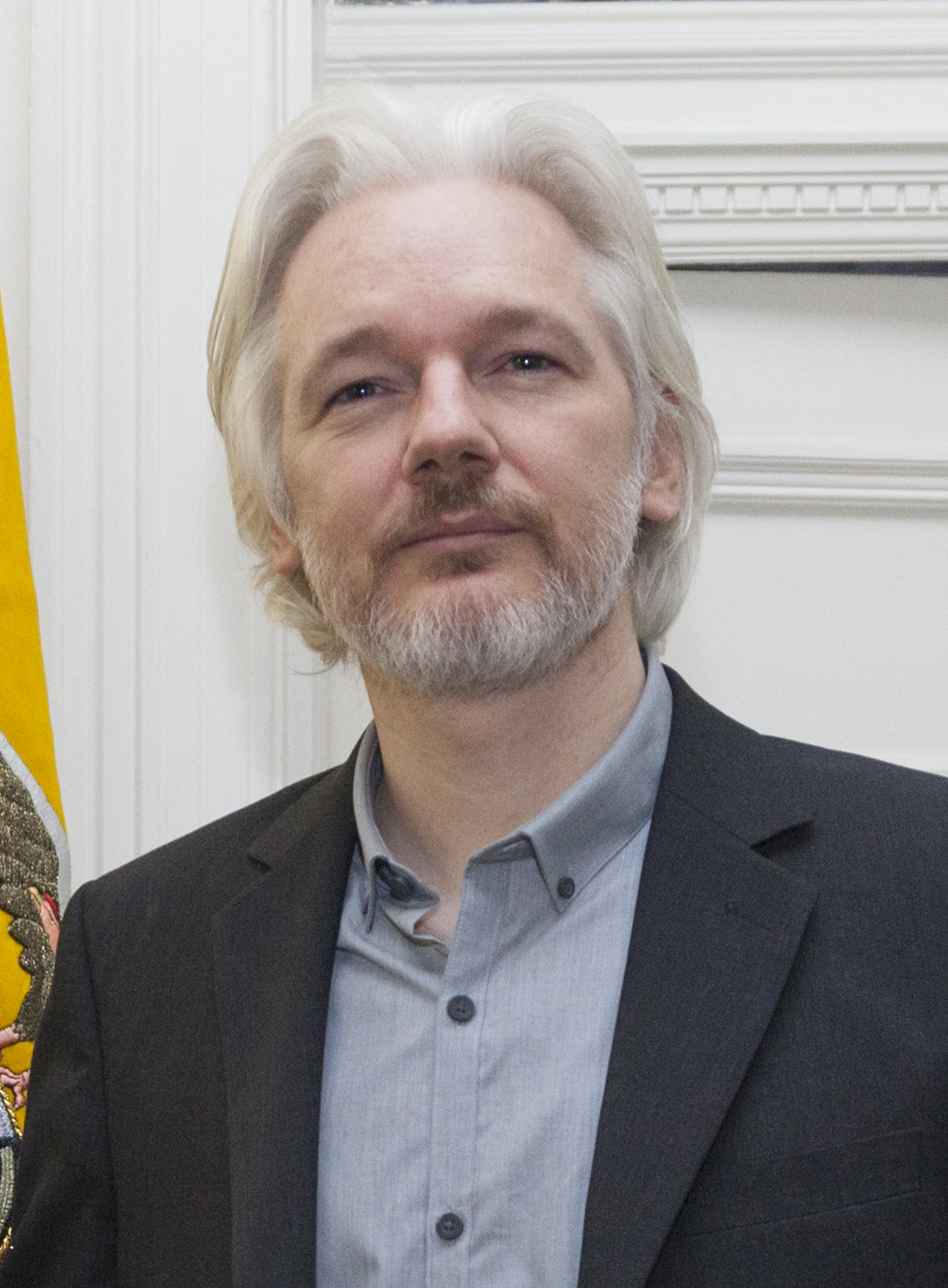
Le fondateur de WikiLeaks, Julian Assange